# Liste der Träger des Nationalpreises der DDR I. Klasse für Kunst und Literatur
Diese Liste stellt die Träger des Nationalpreises der DDR in der I. Klasse für Kunst und Literatur dar. Zu den anderen Stufen siehe die Liste der Träger des Nationalpreises der DDR.
| Auflistung nach Jahren                                                                                   |
| 1949 1950 1951 1952 1953 1954 1955 1956 1957 1958 1959 1960 1961 1962 1963 1964 1965 1966 1967 1968 1969 |
| 1970 1971 1972 1973 1974 1975 1976 1977 1978 1979 1980 1981 1982 1983 1984 1985 1986 1987 1988 1989      |

## 1949–1959
| Jahr   | Preisträger                                                  | Preisträger | Verleihungsgrund | Anmerkung                             |
| ------ | ------------------------------------------------------------ | --- | --- | ------------------------------------- |
| 1949 ↑ | Heinrich Mann                                                | Schriftsteller | trug mit seinen Romanen wie z. B. Der Untertan wesentlich zur Erneuerung des deutschen Geisteslebens bei |                                       |
| 1949 ↑ | Johannes R. Becher                                           | Lyriker und Prosadichter | stellte sich mit seinen Werken konsequent in den Kampf um die geistige Erneuerung Deutschlands |                                       |
| 1949 ↑ | Joseph Keilberth Christel Goltz Jaro Prohaska Josef Herrmann | | für die Pflege der klassischen deutschen Oper |                                       |
| 1950 ↑ | Johannes R. Becher                                           | Schriftsteller | für die Schaffung der deutschen Nationalhymne | gemeint ist die Nationalhymne der DDR |
| 1950 ↑ | Hanns Eisler                                                 | | für die Schaffung der deutschen Nationalhymne | gemeint ist die Nationalhymne der DDR |
| 1950 ↑ | Arnold Zweig                                                 | Schriftsteller | für sein literarisches Gesamtwerk |                                       |
| 1950 ↑ | Kollektiv des Films Der Rat der Götter                       | Kollektiv des Films Der Rat der Götter | für das gesellschaftlich bedeutendste Filmwerk des letzten Jahres |                                       |
| 1950 ↑ | Kurt Maetzig                                                 | Regisseur | für das gesellschaftlich bedeutendste Filmwerk des letzten Jahres |                                       |
| 1950 ↑ | Friedrich Wolf                                               | Schriftsteller | für das gesellschaftlich bedeutendste Filmwerk des letzten Jahres |                                       |
| 1950 ↑ | Friedl Behn-Grund                                            | Kameramann | für das gesellschaftlich bedeutendste Filmwerk des letzten Jahres |                                       |
| 1950 ↑ | Wilhelm Schiller                                             | Architekt | für das gesellschaftlich bedeutendste Filmwerk des letzten Jahres |                                       |
| 1951 ↑ | Anna Seghers                                                 | Schriftstellerin, Mitglied der Deutschen Akademie der Künste in Berlin                                                                            | Anna Seghers ist mit ihrem dichterischen Gesamtwerk eine der bedeutendsten Persönlichkeiten der deutschen Literatur. Von ihren Werken zeichnen sich besonders „Die Rettung“, „Das siebte Kreuz“, „Transit“, „Ausflug der toten Mädchen“ und „Die Linie“ durch starke realistische Gestaltungskraft aus. Ihre Erzählungen „Die Kinder“ gehören zu den bedeutsamsten Publikationen für die Weltfestspiele der Jugend und Studenten für den Frieden. |                                       |
| 1951 ↑ | Bertolt Brecht                                               | Schriftsteller, Mitglied der Deutschen Akademie der Künste in Berlin                                                                              | Bertolt Brecht ist einer der großen deutschen Dichter der Gegenwart. Mit solchen Dichtungen wie „Svendborger Sonette“, „An meine Landsleute“, „Der Kinderkreuzzug“, „Liberty and Democracy“, „Erziehung der Hirse“ und vielen anderen hilft Bertolt Brecht den Kampf für Frieden und Fortschritt und für eine glückliche Zukunft der Menschheit zu führen.                                                                                        |                                       |
| 1951 ↑ | Martin Andersen Nexö                                         | Schriftsteller | Das Lebenswerk von Martin Andersen Nexö ist in die Weltliteratur eingegangen. Es ist tief verbunden mit dem Kampf der Arbeiterklasse um ein menschenwürdiges Dasein. In seinen aus echt humanistischer Gesinnung geschaffenen großen realistischen Werken ist Martin Andersen Nexö für die wahren Lebensinteressen des deutschen Volkes eingetreten und hat damit einen bedeutenden Beitrag im Kampf um die Erhaltung des Friedens geleistet.     |                                       |
| 1952 ↑ | Erich Weinert                                                | Schriftsteller, Mitglied der Deutschen Akademie der Künste                                                                                        | für sein großes dichterisches Schaffen, insbesondere für seine Werke „Memento Stalingrad“ und „Camaradas“ |                                       |
| 1952 ↑ | Kollektiv „Das verurteilte Dorf“                             | Kollektiv „Das verurteilte Dorf“ | für den Film „Das verurteilte Dorf“, in dem der nationale Freiheitskampf unseres Volkes zum ersten Male mit künstlerischer Meisterschaft und die Massen ergreifender Kraft filmisch gestaltet wurde |                                       |
| 1952 ↑ | Martin Hellberg                                              | Regisseur und Schauspieler | für den Film „Das verurteilte Dorf“, in dem der nationale Freiheitskampf unseres Volkes zum ersten Male mit künstlerischer Meisterschaft und die Massen ergreifender Kraft filmisch gestaltet wurde |                                       |
| 1952 ↑ | Kurt Stern                                                   | Schriftsteller | für den Film „Das verurteilte Dorf“, in dem der nationale Freiheitskampf unseres Volkes zum ersten Male mit künstlerischer Meisterschaft und die Massen ergreifender Kraft filmisch gestaltet wurde |                                       |
| 1952 ↑ | Jeanne Stern                                                 | Schriftstellerin | für den Film „Das verurteilte Dorf“, in dem der nationale Freiheitskampf unseres Volkes zum ersten Male mit künstlerischer Meisterschaft und die Massen ergreifender Kraft filmisch gestaltet wurde |                                       |
| 1952 ↑ | Karl Plintzner                                               | Kameramann | für den Film „Das verurteilte Dorf“, in dem der nationale Freiheitskampf unseres Volkes zum ersten Male mit künstlerischer Meisterschaft und die Massen ergreifender Kraft filmisch gestaltet wurde |                                       |
| 1952 ↑ | Eduard von Winterstein                                       | Schauspieler | für den Film „Das verurteilte Dorf“, in dem der nationale Freiheitskampf unseres Volkes zum ersten Male mit künstlerischer Meisterschaft und die Massen ergreifender Kraft filmisch gestaltet wurde |                                       |
| 1952 ↑ | Albert Garbe                                                 | Schauspieler | für den Film „Das verurteilte Dorf“, in dem der nationale Freiheitskampf unseres Volkes zum ersten Male mit künstlerischer Meisterschaft und die Massen ergreifender Kraft filmisch gestaltet wurde |                                       |
| 1952 ↑ | Architektenkollektiv                                         | Architektenkollektiv | für gute Leistungen beim Aufbau der Stalinallee, welche die Abkehr vom Konstruktivismus und den ersten Schritt auf dem Wege zu einer neuen nationalen Baukultur in Deutschland bedeuten, die vom Geiste des sozialistischen Realismus erfüllt ist |                                       |
| 1952 ↑ | Hermann Henselmann                                           | Leiter der Meisterwerkstatt I der Deutschen Bauakademie Berlin                                                                                    | für gute Leistungen beim Aufbau der Stalinallee, welche die Abkehr vom Konstruktivismus und den ersten Schritt auf dem Wege zu einer neuen nationalen Baukultur in Deutschland bedeuten, die vom Geiste des sozialistischen Realismus erfüllt ist |                                       |
| 1952 ↑ | Hanns Hopp                                                   | Leiter der Meisterwerkstatt II der Deutschen Bauakademie Berlin                                                                                   | für gute Leistungen beim Aufbau der Stalinallee, welche die Abkehr vom Konstruktivismus und den ersten Schritt auf dem Wege zu einer neuen nationalen Baukultur in Deutschland bedeuten, die vom Geiste des sozialistischen Realismus erfüllt ist |                                       |
| 1952 ↑ | Richard Paulick                                              | Leiter der Meisterwerkstadt III der Deutschen Bauakademie Berlin                                                                                  | für gute Leistungen beim Aufbau der Stalinallee, welche die Abkehr vom Konstruktivismus und den ersten Schritt auf dem Wege zu einer neuen nationalen Baukultur in Deutschland bedeuten, die vom Geiste des sozialistischen Realismus erfüllt ist |                                       |
| 1952 ↑ | Kurt W. Leucht                                               | Chefarchitekt, Leiter der Abteilung Städtebau der Deutschen Bauakademie zu Berlin, Leiter des Projektierungsabschnittes D der Stalinallee, Berlin | für gute Leistungen beim Aufbau der Stalinallee, welche die Abkehr vom Konstruktivismus und den ersten Schritt auf dem Wege zu einer neuen nationalen Baukultur in Deutschland bedeuten, die vom Geiste des sozialistischen Realismus erfüllt ist |                                       |
| 1952 ↑ | Egon Hartmann                                                | Chefarchitekt, Leiter des Projektierungsabschnittes B der Stalinallee, Berlin                                                                     | für gute Leistungen beim Aufbau der Stalinallee, welche die Abkehr vom Konstruktivismus und den ersten Schritt auf dem Wege zu einer neuen nationalen Baukultur in Deutschland bedeuten, die vom Geiste des sozialistischen Realismus erfüllt ist |                                       |
| 1952 ↑ | Karl Souradny                                                | Chefarchitekt, Leiter des Projektierungsabschnittes F der Stalinallee, Berlin                                                                     | für gute Leistungen beim Aufbau der Stalinallee, welche die Abkehr vom Konstruktivismus und den ersten Schritt auf dem Wege zu einer neuen nationalen Baukultur in Deutschland bedeuten, die vom Geiste des sozialistischen Realismus erfüllt ist |                                       |
| 1953 ↑ | Lion Feuchtwanger                                            | Schriftsteller | für sein großes dichterisches Schaffen, das dem Kampf um Humanität und Demokratie gewidmet ist und einen wesentlichen Bestandteil der deutschen Literatur der Gegenwart darstellt |                                       |
| 1954 ↑ | Kollektiv des Thälmann-Films                                 | Kollektiv des Thälmann-Films | für die Gestaltung des national und international bedeutungsvollen DEFA-Films Ernst Thälmann – Sohn seiner Klasse |                                       |
| 1954 ↑ | Willi Bredel                                                 | Drehbuchautor | für die Gestaltung des national und international bedeutungsvollen DEFA-Films Ernst Thälmann – Sohn seiner Klasse |                                       |
| 1954 ↑ | Michael Tschesno-Hell                                        | Drehbuchautor | für die Gestaltung des national und international bedeutungsvollen DEFA-Films Ernst Thälmann – Sohn seiner Klasse |                                       |
| 1954 ↑ | Kurt Maetzig                                                 | Regisseur | für die Gestaltung des national und international bedeutungsvollen DEFA-Films Ernst Thälmann – Sohn seiner Klasse |                                       |
| 1954 ↑ | Günther Simon                                                | Schauspieler | für die Gestaltung des national und international bedeutungsvollen DEFA-Films Ernst Thälmann – Sohn seiner Klasse |                                       |
| 1954 ↑ | Karl Plintzner                                               | Kameramann | für die Gestaltung des national und international bedeutungsvollen DEFA-Films Ernst Thälmann – Sohn seiner Klasse |                                       |
| 1955 ↑ | Leonhard Frank                                               | Schriftsteller | für sein gesamtes humanistisches, schriftstellerisches Schaffen, das einen bedeutenden Platz in der neuen deutschen Prosaliteratur einnimmt |                                       |
| 1956 ↑ | nicht verliehen?                                             | nicht verliehen? | nicht verliehen? | nicht verliehen?                      |
| 1957 ↑ | nicht verliehen?                                             | nicht verliehen? | nicht verliehen? | nicht verliehen?                      |
| 1958 ↑ | Fritz Cremer                                                 | Bildhauer | |                                       |
| 1958 ↑ | Hanns Eisler                                                 | Komponist | |                                       |
| 1959 ↑ | Anna Seghers                                                 | Schriftstellerin | |                                       |
| 1959 ↑ | Eduard von Winterstein                                       | Schauspieler | |                                       |

## 1960–1969
| Jahr   | Preisträger                                                      | Preisträger                                                                                    | Verleihungsgrund | Anmerkung       |
| ------ | ---------------------------------------------------------------- | ---------------------------------------------------------------------------------------------- | --- | --------------- |
| 1960 ↑ | Walter Felsenstein                                               | Intendant und Regisseur der Komischen Oper Berlin                                              | für seine hervorragenden Verdienste bei der Schaffung eines realistischen Musiktheaters von höchsten nationalem und internationalem Rang, insbesondere für seine letzten Inszenierungen „Hoffmanns Erzählungen“ und „Othello“ |                 |
| 1960 ↑ | Helene Weigel                                                    | Staatsschauspielerin, Intendantin des Berliner Ensembles                                       | für ihre hervorragenden schauspielerischen Leistungen und für ihre großen Verdienste als Leiterin des Berliner Ensembles in Fortführung der Arbeit Bertolt Brechts und in der Bewahrung seines Erbes als großen Beitrag zur Schaffung eines sozialistischen Nationaltheaters, das in der ganzen Welt Anerkennung gefunden hat                         |                 |
| 1960 ↑ | Franz Konwitschny                                                | 1. Generalmusikdirektor der Deutschen Staatsoper Berlin, Chefdirigent des Gewandhausorchesters | für seine hervorragenden Leistungen als Konzert- und Operndirigent, insbesondere für die meisterhafte Interpretation der Werke von Beethoven, Brahms, Wagner, Bruckner und Strauss, die nationale und internationale Beachtung und hohe Anerkennung gefunden haben                                                                                    |                 |
| 1961 ↑ | Ludwig Renn                                                      | Schriftsteller                                                                                 | für sein großes literarisches Lebenswerk, das dem Kampf um den Frieden und den Sozialismus, gewidmet ist |                 |
| 1961 ↑ | Kollektiv des Fernsehfilmwerkes Gewissen in Aufruhr              | Kollektiv des Fernsehfilmwerkes Gewissen in Aufruhr                                            | für ihren Anteil bei der Schaffung und Gestaltung des Fernsehfilms „Gewissen in Aufruhr“, der durch seine künstlerische und politische Aussagekraft einen wesentlichen Beitrag im Kampf gegen den Militarismus und für die Erhaltung des Friedens leistet                                                                                             |                 |
| 1961 ↑ | Hans Oliva-Hagen                                                 |                                                                                                | für ihren Anteil bei der Schaffung und Gestaltung des Fernsehfilms „Gewissen in Aufruhr“, der durch seine künstlerische und politische Aussagekraft einen wesentlichen Beitrag im Kampf gegen den Militarismus und für die Erhaltung des Friedens leistet                                                                                             |                 |
| 1961 ↑ | Günter Reisch                                                    |                                                                                                | für ihren Anteil bei der Schaffung und Gestaltung des Fernsehfilms „Gewissen in Aufruhr“, der durch seine künstlerische und politische Aussagekraft einen wesentlichen Beitrag im Kampf gegen den Militarismus und für die Erhaltung des Friedens leistet                                                                                             |                 |
| 1961 ↑ | Hans-Joachim Kasprzik                                            |                                                                                                | für ihren Anteil bei der Schaffung und Gestaltung des Fernsehfilms „Gewissen in Aufruhr“, der durch seine künstlerische und politische Aussagekraft einen wesentlichen Beitrag im Kampf gegen den Militarismus und für die Erhaltung des Friedens leistet                                                                                             |                 |
| 1961 ↑ | Erwin Geschonneck                                                |                                                                                                | für ihren Anteil bei der Schaffung und Gestaltung des Fernsehfilms „Gewissen in Aufruhr“, der durch seine künstlerische und politische Aussagekraft einen wesentlichen Beitrag im Kampf gegen den Militarismus und für die Erhaltung des Friedens leistet                                                                                             |                 |
| 1961 ↑ | Inge Keller                                                      |                                                                                                | für ihren Anteil bei der Schaffung und Gestaltung des Fernsehfilms „Gewissen in Aufruhr“, der durch seine künstlerische und politische Aussagekraft einen wesentlichen Beitrag im Kampf gegen den Militarismus und für die Erhaltung des Friedens leistet                                                                                             |                 |
| 1962 ↑ | nicht verliehen                                                  | nicht verliehen                                                                                | nicht verliehen | nicht verliehen |
| 1963 ↑ | Schöpferkollektiv des Films „Nackt unter Wölfen“                 | Schöpferkollektiv des Films „Nackt unter Wölfen“                                               | für ihre hervorragende Leistung bei der Verfilmung des Romans „Nackt unter Wölfen“, die eine meisterhafte filmische Neuschöpfung darstellt |                 |
| 1963 ↑ | Bruno Apitz                                                      |                                                                                                | für ihre hervorragende Leistung bei der Verfilmung des Romans „Nackt unter Wölfen“, die eine meisterhafte filmische Neuschöpfung darstellt |                 |
| 1963 ↑ | Frank Beyer                                                      |                                                                                                | für ihre hervorragende Leistung bei der Verfilmung des Romans „Nackt unter Wölfen“, die eine meisterhafte filmische Neuschöpfung darstellt |                 |
| 1963 ↑ | Günter Marczinkowsky                                             |                                                                                                | für ihre hervorragende Leistung bei der Verfilmung des Romans „Nackt unter Wölfen“, die eine meisterhafte filmische Neuschöpfung darstellt |                 |
| 1963 ↑ | Alfred Hirschmeier                                               |                                                                                                | für ihre hervorragende Leistung bei der Verfilmung des Romans „Nackt unter Wölfen“, die eine meisterhafte filmische Neuschöpfung darstellt |                 |
| 1963 ↑ | Ernst Hermann Meyer                                              | Komponist                                                                                      | für seine vokalsinfonischen, kammermusikalischen und sinfonischen Kompositionen, die von richtungweisender Bedeutung für das sozialistisch-realistische Musikschaffen unserer Zeit sind |                 |
| 1964 ↑ | Hans Marchwitza                                                  | Schriftsteller                                                                                 | für sein literarisches Lebenswerk, mit dem er einen hervorragenden Beitrag zur sozialistischen deutschen Nationalliteratur geleistet hat |                 |
| 1965 ↑ | Paul Dessau                                                      | Komponist                                                                                      | für sein der Sache des Friedens, des Fortschritts und des Sozialismus verpflichtetes kompositorisches Gesamtschaffen von hohem künstlerischem Rang |                 |
| 1966 ↑ | Ernst Busch                                                      | Schauspieler                                                                                   | für seine überragenden Leistungen als Schauspieler und Volkssänger, für seine Schallplattenaufnahmen der Aurora-Produktion, insbesondere für die Lieder der Arbeiterklasse und der Großen Sozialistischen Oktoberrevolution |                 |
|        | Heinrich Kilger der Jüngere                                      | Bühnenbildner                                                                                  | |                 |
| 1967 ↑ | Ottmar Gerster                                                   | Komponist                                                                                      | für sein bedeutendes und umfassendes kompositorisches Werk, das zum festen Bestandteil der sozialistischen Musikkultur gehört |                 |
| 1967 ↑ | Lea Grundig                                                      | Grafikerin                                                                                     | für ihr künstlerisches Schaffen, das von großer Bedeutung für die Gestaltung des sozialistischen Menschenbildes in der bildenden Kunst ist |                 |
| 1968 ↑ | Wolfgang Heinz                                                   | Intendant des Deutschen Theaters Berlin                                                        | für seinen bedeutenden Anteil bei der Entwicklung des sozialistischen deutschen Nationaltheaters als Regisseur und Schauspieler, insbesondere für seine Inszenierungen von „Krieg und Frieden“ und „Feinde“ sowie für die beispielgebenden Interpretationen des „Lear“ und des „Nathan“                                                               |                 |
| 1968 ↑ | Kollektiv des Films „Die Fahne von Kriwoi Rog“                   | Kollektiv des Films „Die Fahne von Kriwoi Rog“                                                 | für seinen Anteil an der hervorragenden Gestaltung eines bedeutenden Themas des revolutionären Kampfes der deutschen Arbeiterklasse, am Beispiel des Kampfes der Mansfelder Bergarbeiter in dem Spielfilm „Die Fahne von Kriwoi Rog“ |                 |
| 1968 ↑ | Kurt Maetzig                                                     | Regisseur                                                                                      | für seinen Anteil an der hervorragenden Gestaltung eines bedeutenden Themas des revolutionären Kampfes der deutschen Arbeiterklasse, am Beispiel des Kampfes der Mansfelder Bergarbeiter in dem Spielfilm „Die Fahne von Kriwoi Rog“ |                 |
| 1968 ↑ | Hans-Albert Pederzani                                            | Schriftsteller                                                                                 | für seinen Anteil an der hervorragenden Gestaltung eines bedeutenden Themas des revolutionären Kampfes der deutschen Arbeiterklasse, am Beispiel des Kampfes der Mansfelder Bergarbeiter in dem Spielfilm „Die Fahne von Kriwoi Rog“ |                 |
| 1968 ↑ | Erwin Geschonneck                                                | Schauspieler                                                                                   | für seinen Anteil an der hervorragenden Gestaltung eines bedeutenden Themas des revolutionären Kampfes der deutschen Arbeiterklasse, am Beispiel des Kampfes der Mansfelder Bergarbeiter in dem Spielfilm „Die Fahne von Kriwoi Rog“ |                 |
| 1968 ↑ | Marga Legal                                                      | Schauspielerin                                                                                 | für seinen Anteil an der hervorragenden Gestaltung eines bedeutenden Themas des revolutionären Kampfes der deutschen Arbeiterklasse, am Beispiel des Kampfes der Mansfelder Bergarbeiter in dem Spielfilm „Die Fahne von Kriwoi Rog“ |                 |
| 1968 ↑ | Erich Gusko                                                      | Kameramann                                                                                     | für seinen Anteil an der hervorragenden Gestaltung eines bedeutenden Themas des revolutionären Kampfes der deutschen Arbeiterklasse, am Beispiel des Kampfes der Mansfelder Bergarbeiter in dem Spielfilm „Die Fahne von Kriwoi Rog“ |                 |
| 1968 ↑ | Kollektiv des Films „Ich war neunzehn“                           | Kollektiv des Films „Ich war neunzehn“                                                         | für seinen Anteil an der künstlerisch überzeugenden Gestaltung eines wesentlichen Abschnittes deutscher Geschichte in dem Spielfilm „Ich war neunzehn“ |                 |
| 1968 ↑ | Konrad Wolf                                                      | Regisseur                                                                                      | für seinen Anteil an der künstlerisch überzeugenden Gestaltung eines wesentlichen Abschnittes deutscher Geschichte in dem Spielfilm „Ich war neunzehn“ |                 |
| 1968 ↑ | Wolfgang Kohlhaase                                               | Schriftsteller                                                                                 | für seinen Anteil an der künstlerisch überzeugenden Gestaltung eines wesentlichen Abschnittes deutscher Geschichte in dem Spielfilm „Ich war neunzehn“ |                 |
| 1968 ↑ | Werner Bergmann                                                  | Kameramann                                                                                     | für seinen Anteil an der künstlerisch überzeugenden Gestaltung eines wesentlichen Abschnittes deutscher Geschichte in dem Spielfilm „Ich war neunzehn“ |                 |
| 1968 ↑ | Kollektiv des Fernsehfilms „Zeit ist Glück“                      | Kollektiv des Fernsehfilms „Zeit ist Glück“                                                    | für seinen Anteil an der Gestaltung des Fernsehfilms „Zeit ist Glück“, dieser Pionierleistung sozialistischer Gegenwartsdramatik, deren besonderer Wert in der fernsehgerechten künstlerischen Gestaltung der neuesten gesellschaftlichen Entwicklungsprozesse des Sozialismus und der führenden Rolle der Arbeiterklasse liegt                       |                 |
| 1968 ↑ | Benito Wogatzki                                                  | Autor                                                                                          | für seinen Anteil an der Gestaltung des Fernsehfilms „Zeit ist Glück“, dieser Pionierleistung sozialistischer Gegenwartsdramatik, deren besonderer Wert in der fernsehgerechten künstlerischen Gestaltung der neuesten gesellschaftlichen Entwicklungsprozesse des Sozialismus und der führenden Rolle der Arbeiterklasse liegt                       |                 |
| 1968 ↑ | Lothar Bellag                                                    | Regisseur                                                                                      | für seinen Anteil an der Gestaltung des Fernsehfilms „Zeit ist Glück“, dieser Pionierleistung sozialistischer Gegenwartsdramatik, deren besonderer Wert in der fernsehgerechten künstlerischen Gestaltung der neuesten gesellschaftlichen Entwicklungsprozesse des Sozialismus und der führenden Rolle der Arbeiterklasse liegt                       |                 |
| 1968 ↑ | Wolf Kaiser                                                      | Schauspieler                                                                                   | für seinen Anteil an der Gestaltung des Fernsehfilms „Zeit ist Glück“, dieser Pionierleistung sozialistischer Gegenwartsdramatik, deren besonderer Wert in der fernsehgerechten künstlerischen Gestaltung der neuesten gesellschaftlichen Entwicklungsprozesse des Sozialismus und der führenden Rolle der Arbeiterklasse liegt                       |                 |
| 1968 ↑ | Christine Schorn                                                 | Schauspielerin                                                                                 | für seinen Anteil an der Gestaltung des Fernsehfilms „Zeit ist Glück“, dieser Pionierleistung sozialistischer Gegenwartsdramatik, deren besonderer Wert in der fernsehgerechten künstlerischen Gestaltung der neuesten gesellschaftlichen Entwicklungsprozesse des Sozialismus und der führenden Rolle der Arbeiterklasse liegt                       |                 |
| 1968 ↑ | Adam Pöpperl                                                     | 1. Kameramann                                                                                  | für seinen Anteil an der Gestaltung des Fernsehfilms „Zeit ist Glück“, dieser Pionierleistung sozialistischer Gegenwartsdramatik, deren besonderer Wert in der fernsehgerechten künstlerischen Gestaltung der neuesten gesellschaftlichen Entwicklungsprozesse des Sozialismus und der führenden Rolle der Arbeiterklasse liegt                       |                 |
| 1968 ↑ | Kollektiv des Fernsehfilms „Wege übers Land“                     | Kollektiv des Fernsehfilms „Wege übers Land“                                                   | für seinen Anteil, an dem in dem Fernsehfilm „Wege übers Land“ mit künstlerischer Meisterschaft gestalteten Weg deutscher Bauern seit 1945, der die revolutionäre Umwälzung auf dem Lande und die tiefen sozialistischen Veränderungen des Lebens und der Menschen in den zwei Revolutionen überzeugend und massenwirksam zum großen Erlebnis macht   |                 |
| 1968 ↑ | Helmut Sakowski                                                  | Schriftsteller und Autor                                                                       | für seinen Anteil, an dem in dem Fernsehfilm „Wege übers Land“ mit künstlerischer Meisterschaft gestalteten Weg deutscher Bauern seit 1945, der die revolutionäre Umwälzung auf dem Lande und die tiefen sozialistischen Veränderungen des Lebens und der Menschen in den zwei Revolutionen überzeugend und massenwirksam zum großen Erlebnis macht   |                 |
| 1968 ↑ | Martin Eckermann                                                 | Regisseur                                                                                      | für seinen Anteil, an dem in dem Fernsehfilm „Wege übers Land“ mit künstlerischer Meisterschaft gestalteten Weg deutscher Bauern seit 1945, der die revolutionäre Umwälzung auf dem Lande und die tiefen sozialistischen Veränderungen des Lebens und der Menschen in den zwei Revolutionen überzeugend und massenwirksam zum großen Erlebnis macht   |                 |
| 1968 ↑ | Helga Korff-Edel                                                 | Dramaturgin                                                                                    | für seinen Anteil, an dem in dem Fernsehfilm „Wege übers Land“ mit künstlerischer Meisterschaft gestalteten Weg deutscher Bauern seit 1945, der die revolutionäre Umwälzung auf dem Lande und die tiefen sozialistischen Veränderungen des Lebens und der Menschen in den zwei Revolutionen überzeugend und massenwirksam zum großen Erlebnis macht   |                 |
| 1968 ↑ | Hans-Jürgen Heimlich                                             | Chefkameramann                                                                                 | für seinen Anteil, an dem in dem Fernsehfilm „Wege übers Land“ mit künstlerischer Meisterschaft gestalteten Weg deutscher Bauern seit 1945, der die revolutionäre Umwälzung auf dem Lande und die tiefen sozialistischen Veränderungen des Lebens und der Menschen in den zwei Revolutionen überzeugend und massenwirksam zum großen Erlebnis macht   |                 |
| 1968 ↑ | Ursula Karusseit                                                 | Schauspielerin                                                                                 | für seinen Anteil, an dem in dem Fernsehfilm „Wege übers Land“ mit künstlerischer Meisterschaft gestalteten Weg deutscher Bauern seit 1945, der die revolutionäre Umwälzung auf dem Lande und die tiefen sozialistischen Veränderungen des Lebens und der Menschen in den zwei Revolutionen überzeugend und massenwirksam zum großen Erlebnis macht   |                 |
| 1968 ↑ | Manfred Krug                                                     | Schauspieler                                                                                   | für seinen Anteil, an dem in dem Fernsehfilm „Wege übers Land“ mit künstlerischer Meisterschaft gestalteten Weg deutscher Bauern seit 1945, der die revolutionäre Umwälzung auf dem Lande und die tiefen sozialistischen Veränderungen des Lebens und der Menschen in den zwei Revolutionen überzeugend und massenwirksam zum großen Erlebnis macht   |                 |
| 1968 ↑ | Christa Lehmann                                                  | Schauspielerin                                                                                 | für seinen Anteil, an dem in dem Fernsehfilm „Wege übers Land“ mit künstlerischer Meisterschaft gestalteten Weg deutscher Bauern seit 1945, der die revolutionäre Umwälzung auf dem Lande und die tiefen sozialistischen Veränderungen des Lebens und der Menschen in den zwei Revolutionen überzeugend und massenwirksam zum großen Erlebnis macht   |                 |
| 1969 ↑ | Kollektiv des Fernsehfilms „Krupp und Krause - Krause und Krupp“ | Kollektiv des Fernsehfilms „Krupp und Krause - Krause und Krupp“                               | für seinen Anteil an dem Fernsehfilm „Krupp und Krause - Krause und Krupp“, der mit Parteilichkeit und künstlerischer Meisterschaft einen großen Zeitabschnitt der deutschen Geschichte gestaltet |                 |
| 1969 ↑ | Gerhard Bengsch                                                  | Autor                                                                                          | für seinen Anteil an dem Fernsehfilm „Krupp und Krause - Krause und Krupp“, der mit Parteilichkeit und künstlerischer Meisterschaft einen großen Zeitabschnitt der deutschen Geschichte gestaltet |                 |
| 1969 ↑ | Horst Brandt                                                     | Regisseur und Kameramann                                                                       | für seinen Anteil an dem Fernsehfilm „Krupp und Krause - Krause und Krupp“, der mit Parteilichkeit und künstlerischer Meisterschaft einen großen Zeitabschnitt der deutschen Geschichte gestaltet |                 |
| 1969 ↑ | Ottomar Lang                                                     | Dramaturg                                                                                      | für seinen Anteil an dem Fernsehfilm „Krupp und Krause - Krause und Krupp“, der mit Parteilichkeit und künstlerischer Meisterschaft einen großen Zeitabschnitt der deutschen Geschichte gestaltet |                 |
| 1969 ↑ | Heinz Nahke                                                      | Mitglied des Staatlichen Komitees für Fernsehen beim Ministerrat der DDR                       | für seinen Anteil an dem Fernsehfilm „Krupp und Krause - Krause und Krupp“, der mit Parteilichkeit und künstlerischer Meisterschaft einen großen Zeitabschnitt der deutschen Geschichte gestaltet |                 |
| 1969 ↑ | Günther Simon                                                    | Schauspieler                                                                                   | für seinen Anteil an dem Fernsehfilm „Krupp und Krause - Krause und Krupp“, der mit Parteilichkeit und künstlerischer Meisterschaft einen großen Zeitabschnitt der deutschen Geschichte gestaltet |                 |
| 1969 ↑ | Helga Göring                                                     | Schauspielerin                                                                                 | für seinen Anteil an dem Fernsehfilm „Krupp und Krause - Krause und Krupp“, der mit Parteilichkeit und künstlerischer Meisterschaft einen großen Zeitabschnitt der deutschen Geschichte gestaltet |                 |
| 1969 ↑ | Herbert Köfer                                                    | Schauspieler                                                                                   | für seinen Anteil an dem Fernsehfilm „Krupp und Krause - Krause und Krupp“, der mit Parteilichkeit und künstlerischer Meisterschaft einen großen Zeitabschnitt der deutschen Geschichte gestaltet |                 |
| 1969 ↑ | Kollektiv des Fernsehfilms „Hans Beimler, Kamerad“               | Kollektiv des Fernsehfilms „Hans Beimler, Kamerad“                                             | für seinen Anteil an dem Fernsehfilm „Hans Beimler, Kamerad“, der den heroischen Kampf der deutschen Arbeiterklasse, vor allem der deutschen Kommunisten, gegen Faschismus und Imperialismus, für Frieden, Demokratie und Sozialismus in einem erregenden Kunstwerk gestaltet und von großer Bedeutung für die revolutionäre Erziehung der Jugend ist |                 |
| 1969 ↑ | Rudi Kurz                                                        | Autor und Regisseur                                                                            | für seinen Anteil an dem Fernsehfilm „Hans Beimler, Kamerad“, der den heroischen Kampf der deutschen Arbeiterklasse, vor allem der deutschen Kommunisten, gegen Faschismus und Imperialismus, für Frieden, Demokratie und Sozialismus in einem erregenden Kunstwerk gestaltet und von großer Bedeutung für die revolutionäre Erziehung der Jugend ist |                 |
| 1969 ↑ | Wenzel Renner                                                    | Dramaturg                                                                                      | für seinen Anteil an dem Fernsehfilm „Hans Beimler, Kamerad“, der den heroischen Kampf der deutschen Arbeiterklasse, vor allem der deutschen Kommunisten, gegen Faschismus und Imperialismus, für Frieden, Demokratie und Sozialismus in einem erregenden Kunstwerk gestaltet und von großer Bedeutung für die revolutionäre Erziehung der Jugend ist |                 |
| 1969 ↑ | Horst Schulze                                                    | Schauspieler                                                                                   | für seinen Anteil an dem Fernsehfilm „Hans Beimler, Kamerad“, der den heroischen Kampf der deutschen Arbeiterklasse, vor allem der deutschen Kommunisten, gegen Faschismus und Imperialismus, für Frieden, Demokratie und Sozialismus in einem erregenden Kunstwerk gestaltet und von großer Bedeutung für die revolutionäre Erziehung der Jugend ist |                 |
| 1969 ↑ | Walter Jupé                                                      | Schauspieler                                                                                   | für seinen Anteil an dem Fernsehfilm „Hans Beimler, Kamerad“, der den heroischen Kampf der deutschen Arbeiterklasse, vor allem der deutschen Kommunisten, gegen Faschismus und Imperialismus, für Frieden, Demokratie und Sozialismus in einem erregenden Kunstwerk gestaltet und von großer Bedeutung für die revolutionäre Erziehung der Jugend ist |                 |
| 1969 ↑ | Horst Hardt                                                      | Kameramann                                                                                     | für seinen Anteil an dem Fernsehfilm „Hans Beimler, Kamerad“, der den heroischen Kampf der deutschen Arbeiterklasse, vor allem der deutschen Kommunisten, gegen Faschismus und Imperialismus, für Frieden, Demokratie und Sozialismus in einem erregenden Kunstwerk gestaltet und von großer Bedeutung für die revolutionäre Erziehung der Jugend ist |                 |
| 1969 ↑ | Alfred Kurella                                                   | Schriftsteller                                                                                 | für seine außerordentlichen Leistungen auf dem Gebiet der Literatur- und Kulturwissenschaften |                 |
| 1969 ↑ | Theo Adam                                                        | Kammersänger an der Deutschen Staatsoper Berlin                                                | für seine meisterliche Gestaltungskraft und außergewöhnlich hohen künstlerischen Leistungen, die der Opernkunst der DDR auch international zu großem Ansehen verhalfen |                 |

## 1970–1979
| Jahr   | Namen | Funktion | Grund | Anmerkung             |
| ------ | --- | --- | --- | --------------------- |
| 1970 ↑ | Walter Felsenstein, Intendant der Komischen Oper Berlin Kurt Masur, Chefdirigent der Dresdner Philharmonie und Gewandhauskapellmeister Hanns Nocker, Opernsänger an der Komischen Oper Berlin Otto Merz, Kameramann | Schöpferkollektiv des Fernsehfilms „Othello“ | für seinen Anteil an der beispielgebenden künstlerischen Leistung bei der Verfilmung der Oper „Othello“ in der Inszenierung Walter Felsensteins an der Komischen Oper für das Farbprogramm des Deutschen Fernsehfunks |                       |
| 1971 ↑ | Anna Seghers | Schriftstellerin | in Anerkennung ihres hervorragenden Beitrages zur Wahrung der humanistischen Werte der Kultur und zur Entwicklung einer sozialistischen Nationalkultur | Überfahrt (Erzählung) |
| 1971 ↑ | Alexander Abusch | Mitglied des ZK der SED und Stellvertreter des Vorsitzenden des Ministerrates | für sein kulturpolitisches und literaturwissenschaftliches Gesamtwerk |                       |
| 1971 ↑ | Wera Küchenmeister, Autor Claus Küchenmeister, Autor Horst E. Brandt, Regisseur Günter Haubold, Kameramann | Schöpferkollektiv des DEFA-Spielfilms KLK an PTX – Die rote Kapelle | für seine hohe ideologisch-künstlerische Leistung und die dadurch erreichte tiefe emotionale Aussage des Films KLK an PTX – Die rote Kapelle |                       |
| 1971 ↑ | Konrad Wolf, Regisseur Angel Wagenstein, Autor Konstantin Ryshow, Kameramann Alfred Hirschmeier, Szenenbildner Werner Bergmann, Kameramann                                                                          | Schöpferkollektiv des DEFA-Spielfilms „Goya“ | für das in Gemeinschaftsarbeit mit der Sowjetunion geschaffene Filmwerk „Goya“ nach dem Roman von Lion Feuchtwanger |                       |
| 1972 ↑ | Martin Eckermann, Regisseur Hans-Jürgen Heimlich, Chefkameramann Helga Korff-Edel, Dramaturgin Helmut Sakowski, Schriftsteller                                                                                      | Gestalterkollektiv des Fernsehfilms „Die Verschworenen“ | für die Gestaltung des Fernsehfilms „Die Verschworenen“, der in überzeugender Weise die Kraft der von der marxistisch-leninistischen Partei geführten Arbeiterklasse sichtbar macht |                       |
| 1972 ↑ | Fritz Cremer | Bildhauer und Ordentliches Mitglied der Akademie der Künste der DDR | für meisterhafte künstlerische Gestaltung sozialistischer Ideen in seinem umfangreichen Werk der Denkmalskunst und im grafischen Schaffen |                       |
| 1972 ↑ | Peter Schreier | Opernsänger an der Deutschen Staatsoper Berlin | für seine künstlerischen Leistungen als Sänger und Darsteller zahlreicher bedeutender Rollen und Gesangspartien des zeitgenössischen Opern- und Musikschaffens |                       |
| 1973 ↑ | Hans-Helmut Hunger | Leiter des Zentralen Musikkorps der FDJ | für seine Verdienste bei der Entwicklung des Zentralen Musikkorps der FDJ und der Pionierorganisation „Ernst Thälmann“, insbesondere bei der Gestaltung der Eröffnungsveranstaltung der X. Weltfestspiele der Jugend und Studenten |                       |
| 1973 ↑ | Gisela May | Schauspielerin am Berliner Ensemble | für ihre Leistungen als Charakterdarstellerin, für ihren Beitrag zur Entwicklung der Unterhaltungskunst in der DDR |                       |
| 1973 ↑ | Hermann Kant | Schriftsteller, Ordentliches Mitglied der Akademie der Künste der DDR | für sein Gegenwartsschaffen, insbesondere für seine Romane, die das Werden einer neuen sozialistischen Gesellschaft im ersten deutschen Arbeiter-und-Bauern-Staat gestalten |                       |
| 1974 ↑ | Kurt Sanderling | Chefdirigent des Berliner Sinfonieorchesters und Ordentliches Mitglied der Akademie der Künste der DDR                                                                                                | für seine bedeutenden Verdienste bei der Pflege der klassischen und zeitgenössischen Musikkultur |                       |
| 1974 ↑ | Hans Pitra | Intendant des Metropoltheaters Berlin | für seine langjährigen Verdienste als Theaterleiter und Regisseur |                       |
| 1974 ↑ | Paul Dessau | Komponist, Hochschullehrer, Ordentliches Mitglied der Akademie der Künste der DDR | für sein bedeutendes kompositorisches Schaffen und seine Verdienste bei der Entwicklung der sozialistischen Musikkultur |                       |
| 1975 ↑ | Stephan Hermlin | Schriftsteller, Ordentliches Mitglied der Akademie der Künste der DDR | für sein literarisches Schaffen |                       |
| 1975 ↑ | Ernst Hermann Meyer | Mitglied des ZK der SED, Präsident des Verbandes der Komponisten und Musikwissenschaftler der DDR und Ordentliches Mitglied der Akademie der Künste der DDR                                           | für sein kompositorisches Schaffen |                       |
| 1976 ↑ | Jurij Brězan | ordentliches Mitglied der Akademie der Künste der DDR und Schriftsteller | für sein schriftstellerisches Gesamtwerk |                       |
| 1976 ↑ | Hans Pischner | Intendant der Deutschen Staatsoper Berlin, Vizepräsident und ordentliches Mitglied der Akademie der Künste der DDR                                                                                    | für sein künstlerisches Gesamtwerk |                       |
| 1976 ↑ | Erwin Strittmatter | ordentliches Mitglied der Akademie der Künste der DDR und Schriftsteller | für sein schriftstellerisches Gesamtwerk |                       |
| 1977 ↑ | Peter Hacks | Schriftsteller | für sein dramatisches Gesamtwerk |                       |
| 1977 ↑ | Joachim Herz | Intendant der Komischen Oper Berlin | für seinen außerordentlichen Beitrag als Regisseur bei der Entwicklung des sozialistischen Theaters in der DDR |                       |
| 1977 ↑ | Albert Hetterle | Intendant des Maxim-Gorki-Theaters Berlin | für seinen Beitrag zur Entwicklung der sozialistischen Gegenwartsdramatik |                       |
| 1977 ↑ | Werner Klemke | Zeichner und Grafiker | für sein international anerkanntes grafisches und bildkünstlerisches Gesamtwerk |                       |
| 1977 ↑ | Oberstleutnant Karl-Heinz Büttner, Gertrude Dachsel, Oberstleutnant Hans Drewicke, Gottfried Flechsig, Horst Pönisch                                                                                                | Kollektiv für die Leitung, Gestaltung und Regieführung für die Sportschau und die Großveranstaltungen anlässlich des VI. Turn- und Sportfestes und der VI. Kinder- und Jugendspartakiade der DDR 1977 | für seinen hervorragenden Anteil bei der Leitung der sportlichen und künstlerischen Gestaltung und Regieführung der Sportschau und Abschlussveranstaltung |                       |
| 1978 ↑ | Johann Cilenšek | Professor für Komposition und Tonsatz und Leiter der Meisterklasse an der Hochschule für Musik „Franz Liszt“ Weimar                                                                                   | für sein kompositorisches Schaffen |                       |
| 1978 ↑ | Günter Görlich | Schriftsteller | für sein literarisches Gesamtwerk, insbesondere für seinen Roman „Eine Anzeige in der Zeitung“ |                       |
| 1978 ↑ | Bernhard Heisig | Rektor der Hochschule für Grafik und Buchkunst Leipzig | für seine Darstellung bedeutender Ereignisse und Klassenkämpfe der internationalen Arbeiterbewegung |                       |
| 1978 ↑ | Ruth Werner | Schriftstellerin | für ihr literarisches Gesamtwerk bei besonderer Würdigung ihrer Erinnerungen „Sonjas Rapport“ |                       |
| 1979 ↑ | Edith George, Peter Krüger, Heinz Linke, Katrin Pieper, Fred Rodrian, Hans-Peter Wetzstein | Kollektiv des Kinderbuchverlages Berlin | für die Entwicklung und Herausgabe sozialistischer Kinderliteratur sowie die Erschließung des Erbes der Weltliteratur, für den damit geleisteten Beitrag zur klassenbewußten und ästhetischen Erziehung der Jugend der DDR |                       |
| 1979 ↑ | Ernst Busch | Schauspieler und Sänger | für seinen hervorragenden Beitrag zur Entwicklung der sozialistischen Nationalkultur der DDR, für sein jahrzehntelanges künstlerisches Wirken als Kampfgefährte an der Seite der deutschen und internationalen revolutionären Arbeiterbewegung im Kampf gegen Faschismus und Krieg, insbesondere in Spanien, im Zuchthaus Brandenburg-Görden und in der Sowjetunion |                       |
| 1979 ↑ | Günter Kochan | Dozent an der Hochschule für Musik „Hanns Eisler“ Berlin | in Würdigung seines kompositorischen Schaffens |                       |
| 1979 ↑ | Ekkehard Schall | Schauspieler, Stellvertreter des Intendanten des Berliner Ensembles | für seine überragenden darstellerischen Leistungen, mit denen er zur Weiterentwicklung des sozialistischen deutschen Nationaltheaters beiträgt |                       |
| 1979 ↑ | Willi Sitte | Präsident des Verbandes Bildender Künstler der DDR | für seinen hervorragenden Beitrag zur Entwicklung der sozialistisch-realistischen Malerei |                       |
| 1979 ↑ | Konrad Wolf | Präsident der Akademie der Künste der DDR, Regisseur im VEB DEFA-Studio für Spielfilme Potsdam-Babelsberg                                                                                             | für sein langjähriges beispielhaftes filmkünstlerisches und kulturpolitisches Wirken |                       |

## 1980–1989
| Jahr   | Namen | Funktion | Grund | Anmerkung |
| ------ | --- | --- | --- | --------- |
| 1980 ↑ | Peter Hellmich, Walter Heynowski, Gerhard Scheumann                                                                                         | Kollektiv des Studios Heynowski & Scheumann | für seine Maßstäbe setzenden Leistungen als kämpferische Filmkünstler und Publizisten |           |
| 1980 ↑ | Jürgen Brauer, Eva Lippold, Günter Reisch, Günther Rücker, Jutta Wachowiak                                                                  | Schöpferkollektiv des Films „Die Verlobte“ | für seine herausragende filmkünstlerische Gestaltung menschlicher Bewährung im antifaschistischen Kampf |           |
| 1980 ↑ | Arno Mohr | Maler und Grafiker | für seinen hervorragenden Beitrag zur Entwicklung der sozialistisch-realistischen Grafik |           |
| 1980 ↑ | Hanns Anselm Perten | Generalintendant des Volkstheaters Rostock | für seinen hervorragenden Beitrag zur sozialistisch-realistischen Theaterkunst der DDR |           |
| 1980 ↑ | Wilhelm Rudolph | Maler und Grafiker | für seinen bedeutenden Anteil an der sozialistisch-realistischen Malerei |           |
| 1981 ↑ | Gret Palucca | Tanzpädagogin an der Palucca Schule Dresden, Fachschule für künstlerischen Tanz | für ihren hervorragenden Beitrag zur Entwicklung der Tanzkunst |           |
| 1981 ↑ | Otto Stark | Direktor des Berliner Kabaretts „Die Distel“ | für seine hervorragenden langjährigen Verdienste bei der politischen und künstlerischen Profilierung des Kabarettschaffens der DDR |           |
| 1982 ↑ | Kurt Masur. Generalmusikdirektor | Gewandhauskapellmeister, Staatlicher Leiter des Gewandhauses zu Leipzig | für seine außerordentlichen Verdienste als Gewandhauskapellmeister und seine hervorragenden Leistungen als Dirigent |           |
| 1982 ↑ | Tom Schilling | Leiter des Tanztheater-Ensembles und Chefchoreograph der Komischen Oper Berlin, Professor an der Theaterhochschule Leipzig | für seinen hervorragenden Beitrag zur Ausprägung des sozialistischen Profils einer realistischen Ballettkunst in der DDR |           |
| 1982 ↑ | Otmar Suitner, Generalmusikdirektor | Bürger der Republik Österreich, Geschäftsführender Generalmusikdirektor an der Deutschen Staatsoper Berlin | für seine hervorragenden Leistungen als Dirigent |           |
| 1982 ↑ | Werner Tübke | Maler und Grafiker | für seine hervorragenden Leistungen als Maler und Grafiker |           |
| 1983 ↑ | Hermann Kant | Schriftsteller, Präsident des Schriftstellerverbandes der DDR | für sein literarisches und publizistisches Schaffen |           |
| 1983 ↑ | Harry Kupfer | Chefregisseur an der Komischen Oper Berlin | für seinen herausragenden Beitrag zur Entwicklung des realistischen Musiktheaters |           |
| 1983 ↑ | Herbert Sandberg | Maler und Grafiker | für seinen hervorragenden Beitrag zur Entwicklung der sozialistisch-realistischen Grafik |           |
| 1984 ↑ | Hans-Helmut Hunger, Generalmusikdirektor, Karl-Werner Kindermann, Helmuth Römer, Hellmuth Schack, Musikdirektor Hans Taube, Wolfgang Werner | Kollektiv der Gestalter des Konzerts des Zentralen Musikkorps und der Bezirksmusikkorps der FDJ und der Pionierorganisation „Ernst Thälmann“ zum Abschluss des „Nationalen Jugendfestivals der DDR“ — Verbandstreffen der FDJ | für die herausragende künstlerische und massenwirksame Gestaltung des Abschlusskonzerts zum „Nationalen Jugendfestival der DDR“ – Verbandstreffen der FDJ |           |
| 1984 ↑ | Heinz Brinkmann, Johanna Kleberg, Rolf Schnabel, Günther Seigewasser, Horst Winter, Günter Wittenbecher, Werner Wüste                       | Schöpferkollektiv der Dokumentation des Fernsehens der DDR zur Geschichte der FDJ „Unser Zeichen ist die Sonne“ des VEB DEFA-Studio für Dokumentarfilme                                                                       | für den hervorragenden und massenwirksamen Beitrag zur Entwicklung und Ausprägung des Geschichtsbewusstseins der jungen Generation |           |
| 1984 ↑ | Hartmut Atinert, Major, Horst Blumentritt, Sigrid Kittel, Wolfgang Meyer, Ingrid Schulze                                                    | Kollektiv „Leiter von Gestalterkollektiven der Übungsverbände“ zum VII. Turn- und Sportfest 1983 in Leipzig | für die hervorragende künstlerische Gesamtleistung bei der Vorbereitung und Durchführung der Sportschau des DTSB zum VII. Turn- und Sportfest und der IX. Kinder- und Jugendspartakiade der DDR 1983 in Leipzig |           |
| 1984 ↑ | Klaus Gerstner, Erich Gutschner, Rolf Lorenz, Edith Seitz, Gisela Witt                                                                      | Kollektiv „Leiter von Gestalterkollektiven der Übungsverbände“ zum VII. Turn- und Sportfest 1983 in Leipzig | für die hervorragende künstlerische Gesamtleistung bei der Vorbereitung und Durchführung der Sportschau des DTSB zum VII. Turn- und Sportfest und der IX. Kinder- und Jugendspartakiade der DDR 1983 in Leipzig |           |
| 1984 ↑ | Wolfgang Heinz | Regisseur und Schauspieler am Deutschen Theater Berlin | für seine überragende künstlerische Leistung und Meisterschaft, mit denen er als Schauspieler und Regisseur zur Entwicklung der sozialistischen Theaterkunst Maßstäbe setzte und sich den Ruf eines Volksschauspielers erwarb                                                                                      |           |
| 1984 ↑ | Wolfgang Mattheuer | Maler und Grafiker | für seine hervorragenden Leistungen auf dem Gebiet der sozialistisch-realistischen Malerei und Grafik |           |
| 1984 ↑ | Annerose Schmidt | Pianistin | für ihre hervorragenden Leistungen als Konzertpianistin |           |
| 1984 ↑ | Max und Ruth Seydewitz | Schriftsteller | für ihr schriftstellerisches Gesamtschaffen und kulturpolitisches Wirken im Sinne sozialistischen Geschichts- und Kunstverständnisses |           |
| 1984 ↑ | Erwin Strittmatter | Schriftsteller | für sein Gesamtwerk, das durch seine lebenswahre, humanistisch-sozialistische und poetische Menschendarstellung und seine künstlerische Meisterschaft die sozialistische Nationalliteratur bereichert |           |
| 1985 ↑ | Karl Gass | Regisseur im VEB DEFA-Studio für Dokumentarfilme, Betriebsteil Babelsberg | für seinen schöpferischen, auf Massenwirksamkeit orientierten Beitrag zur Entwicklung des Dokumentarfilmschaffens der DDR |           |
| 1985 ↑ | Ludwig Güttler | Solotrompeter, Professor an der Hochschule für Musik „Carl Maria von Weber“ Dresden | für seine außerordentlichen Leistungen als Interpret |           |
| 1985 ↑ | Joachim Herz | Chefregisseur der Staatsoper Dresden | für sein Gesamtschaffen als Musiktheaterregisseur |           |
| 1985 ↑ | Georg Mielke | Regisseur beim Fernsehen der DDR | für seine langjährigen Verdienste bei der Gestaltung des realistischen Musiktheaters im Fernsehen der DDR |           |
| 1985 ↑ | Ulrich Thein | Regisseur und Schauspieler beim Fernsehen der DDR | als Regisseur und Schauspieler, insbesondere für seine Verkörperung von Martin Luther und Johann Sebastian Bach in den gleichnamigen Fernsehwerken |           |
| 1985 ↑ | Walter Womacka | Maler und Grafiker, Rektor der Kunsthochschule Berlin-Weißensee | für seine hervorragenden Leistungen auf dem Gebiet der sozialistisch-realistischen Malerei und Grafik |           |
| 1985 ↑ | Karin Garst, Lothar Kretschmar, Hans Marquardt, Horst Möller, Elvira Pradel, Hubert Witt                                                    | Kollektiv des Verlages Philipp Reclam jun. Leipzig | für hervorragende verlegerische, kulturpolitische und wissenschaftliche Leistungen bei der Profilierung von Reclams Universal-Bibliothek zu einer massenwirksamen sozialistischen Volksbibliothek |           |
| 1985 ↑ | Rudolf Chowanetz, Helmut Fickelscherer, Gisela Gnatisch, Manfred Hoffmann, Erika Lewerenz, Walter Lewerenz                                  | Kollektiv des Verlages Neues Leben Berlin | für den Anteil an der Entwicklung und Herausgabe literarischer Werke, die durch sozialistischen Ideengehalt und Geschichtsbewusstsein einen wichtigen Beitrag zur kommunistischen Erziehung der jungen Generation, zur Propagierung der Ideale des Friedens und der Völkerverständigung leisten                    |           |
| 1986 ↑ | Ludwig Engelhardt | Bildhauer | für sein bildhauerisches Gesamtschaffen unter besonderer Würdigung seines Beitrages bei der Gestaltung des Marx-Engels-Forums, Berlin |           |
| 1986 ↑ | Erwin Geschonneck | Schauspieler beim Fernsehen der DDR | für seine überragende künstlerische Leistung als Schauspieler in Film- und Fernsehproduktionen |           |
| 1986 ↑ | Lew Jefimowitsch Kerbel | Bildhauer, freischaffender Künstler der UdSSR | für sein bildhauerisches Schaffen in der DDR unter besonderer Würdigung seines Beitrages zur Gestaltung des „Thälmann-Parkes“ Berlin |           |
| 1986 ↑ | Heiner Müller | Schriftsteller | für sein schriftstellerisches Gesamtwerk, insbesondere für seinen Beitrag zur Entwicklung der DDR-Dramatik |           |
| 1986 ↑ | Helmut Schellhardt | Schauspieler beim Fernsehen der DDR | für seine hervorragenden Leistungen als Schauspieler, insbesondere für seine Darstellung Ernst Thälmanns in dem gleichnamigen Fernsehfilm |           |
| 1986 ↑ | Peter Schreier, Kammersänger | Sänger, Dirigent, Präsident des Kuratoriums Schauspielhaus Berlin | für seine überragenden Leistungen als Interpret bei der Pflege des musikalischen Erbes, insbesondere für seine Verdienste bei der Aneignung und Verbreitung der Werke von Bach, Händel und Schütz |           |
| 1986 ↑ | Hans Jochen Genzel, Friedrich Krell, Hans-Diether Meves, Christine Stromberg, Wilfried Werz                                                 | Gestalterkollektiv des Festprogramms zum 40. Jahrestag des Vereinigungsparteitages und anlässlich des Abschlusses des XI. Parteitages der SED                                                                                 | für die hervorragende künstlerische Gestaltung des siegreichen Weges des Proletariats von den Anfängen der revolutionären Kämpfe im Deutschen Bauernkrieg bis zur geeinten Arbeiterklasse im Festprogramm zum 40. Jahrestag des Vereinigungsparteitages und anlässlich des Abschlusses des XI. Parteitages der SED |           |
| 1986 ↑ | Otto Bonhoff, Ursula Bonhoff, Hans-Jürgen Faschina, Georg Schiemann, Erich Seibmann                                                         | Schöpferkollektiv des Fernsehfilms „Ernst Thälmann“ | für die herausragende, hohe Maßstäbe setzende Leistung im Fernsehfilm „Ernst Thälmann“, der ein bewegendes politisches und künstlerisches Erlebnis vermittelte |           |
| 1987 ↑ | Lothar Bellag | Präsident des Verbandes der Film- und Fernsehschaffenden der DDR, Regisseur beim Fernsehen der DDR | für seine beispielhafte, ideenreiche Arbeit als Regisseur, die das ideologisch-künstlerische Profil des Fernsehschaffens entscheidend mitbestimmt hat |           |
| 1987 ↑ | Ruth Berghaus-Dessau | Regisseurin an der Deutschen Staatsoper Berlin | für ihre hervorragenden Leistungen als Regisseurin, die zum internationalen Ansehen des Musiktheaters der DDR beitragen |           |
| 1987 ↑ | Horst Drinda | Schauspieler und Regisseur beim Fernsehen der DDR | für seine darstellerischen Leistungen, mit denen er sich den Ruf eines sozialistischen Volksschauspielers erworben hat |           |
| 1987 ↑ | Günter Kochan | Komponist | in Würdigung seines kompositorischen Schaffens |           |
| 1987 ↑ | Kurt Sanderling | Dirigent | für seine herausragenden Verdienste als Dirigent und Orchestererzieher |           |
| 1987 ↑ | Werner Tübke | Maler und Grafiker, Dozent an der Hochschule für Grafik und Buchkunst Leipzig | für sein einmaliges Monumentalbild „Zur frühbürgerlichen Revolution 1525 in Deutschland“ in der Bauernkriegsgedenkstätte PANORAMA Bad Frankenhausen |           |
| 1987 ↑ | Christa Wolf | Schriftstellerin | für ihr schriftstellerisches Gesamtwerk |           |
| 1987 ↑ | Peter Böttcher, Bernhard Melzer, Joachim Redmer, Günter Stahn, Kurt Stark, Gerhard Thieme                                                   | Kollektiv aus dem VEB Bau- und Montagekombinat Ingenieurhochbau Berlin, dem Institut für Denkmalpflege Berlin und der Baudirektion Hauptstadt Berlin des Ministeriums für Bauwesen der DDR                                    | für die städtebaulich-architektonische Gestaltung des innerstädtischen Wohngebietes Berlin, Marx-Engels-Forum/Nikolaiviertel |           |
| 1988 ↑ | Theo Balden | Bildhauer | für seine beispielgebenden Leistungen bei der Entwicklung einer sozialistisch-realistischen Bildhauerkunst |           |
| 1988 ↑ | Volker Braun | Schriftsteller | für sein schriftstellerisches Gesamtschaffen |           |
| 1988 ↑ | Helga Göring | Schauspielerin im Schauspielerensemble des Fernsehens der DDR | für ihre überragenden darstellerischen Leistungen, mit denen sie sich den Ruf einer Volksschauspielerin erworben hat |           |
| 1988 ↑ | Gisela May | Schauspielerin am Berliner Ensemble | für ihre hervorragenden Leistungen als Schauspielerin und als international anerkannte Lied- und Chansoninterpretin |           |
| 1989 ↑ | Kurt Böwe | Schauspieler am Deutschen Theater Berlin | für seine überragenden darstellerischen Leistungen am Deutschen Theater Berlin sowie in Film, Funk und Fernsehen |           |
| 1989 ↑ | Rolf Hoppe | Schauspieler im VEB DEFA-Studio für Spielfilme Potsdam-Babelsberg | für seine hervorragenden künstlerischen Leistungen als Schauspieler in nationalen und internationalen Film- und Fernsehproduktionen |           |
| 1989 ↑ | Gerd Natschinski | Komponist | in Anerkennung seines kompositorischen Gesamtschaffens auf dem Gebiet des Musiktheaters |           |
| 1989 ↑ | Friedo Solter | Künstlerischer Leiter des Deutschen Theaters Berlin | für seine hervorragenden Leistungen als Schauspieler und Regisseur |           |
| 1989 ↑ | Manfred Wekwerth | Mitglied des ZK der SED, Präsident der Akademie der Künste der DDR, Intendant des Berliner Ensembles | für seine beispielhaften Leistungen als Regisseur und Theaterleiter |           |
| 1989 ↑ | Hedda Zinner | Schriftstellerin | für ihr schriftstellerisches Gesamtschaffen |           |
| 1989 ↑ | Walter Heynowski Gerhard Scheumann | Autor und Regisseur Autor und Regisseur | für ihren schöpferischen Anteil an der Gestaltung der Filmtrilogie „Die dritte Haut“ |           |

## Preissummen
| Jahr   | Preissumme in Mark |
| ------ | ------------------ |
| 1949   | 300.000            |
| 1950   | 300.000            |
| 1951   | 300.000            |
| 1952   | 300.000            |
| 1953   | 100.000            |
| 1954   | 100.000            |
| 1955   | 100.000            |
| 1956   | –                  |
| 1957   | –                  |
| 1958   | 200.000            |
| 1959   | 200.000            |
| Gesamt | 1.900.0000.        |

| Jahr   | Preissumme in Mark |
| ------ | ------------------ |
| 1960   | 300.000            |
| 1961   | 200.000            |
| 1962   | –                  |
| 1963   | 200.000            |
| 1964   | 100.000            |
| 1965   | 100.000            |
| 1966   | 100.000            |
| 1967   | 200.000            |
| 1968   | 500.000            |
| 1969   | 400.000            |
| Gesamt | 2.100.0000.        |

| Jahr   | Preissumme in Mark |
| ------ | ------------------ |
| 1970   | 100.000            |
| 1971   | 400.000            |
| 1972   | 300.000            |
| 1973   | 300.000            |
| 1974   | 300.000            |
| 1975   | 200.000            |
| 1976   | 300.000            |
| 1977   | 500.000            |
| 1978   | 400.000            |
| 1979   | 600.000            |
| Gesamt | 3.400.0000.        |

| Jahr   | Preissumme in Mark |
| ------ | ------------------ |
| 1980   | 500.000            |
| 1981   | 200.000            |
| 1982   | 400.000            |
| 1983   | 300.000            |
| 1984   | 900.000            |
| 1985   | 800.000            |
| 1986   | 800.000            |
| 1987   | 800.000            |
| 1988   | 400.000            |
| 1989   | 700.000            |
| Gesamt | 5.800.0000.        |